# Rali da Finlândia

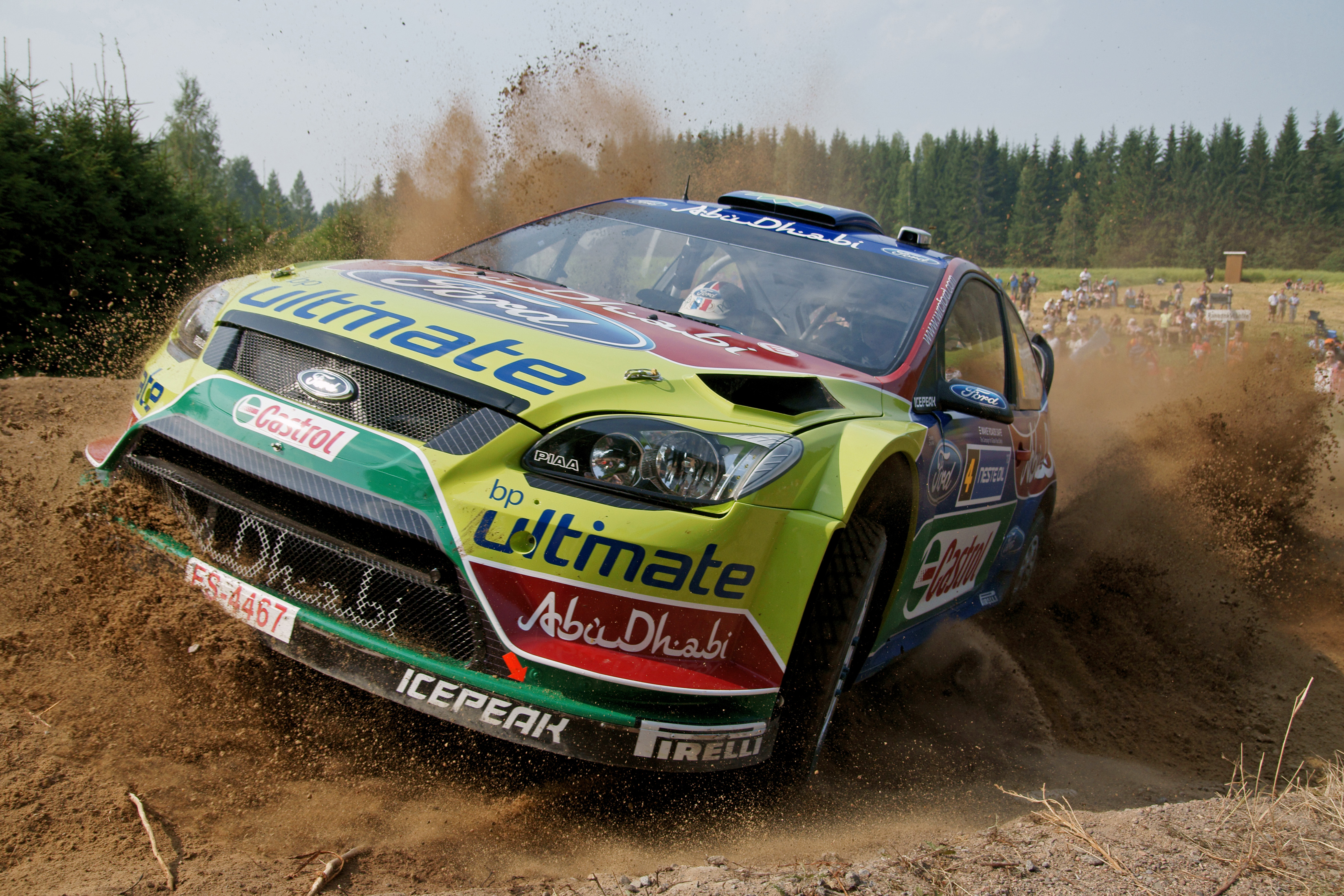
Jari-Matti Latvala no rally de 2010.

Rali da Finlândia é uma das etapas do Campeonato Mundial de Rali (WRC).
Conhecido oficialmente como Sector Rally Finland (antes chamava-se Rali dos 1000 Lagos, renomeado em 1994 quando a Neste Oil tornou-se o maior patrocinador), é conhecido na Finlândia como Jyväskylän Suurajot ou Grande Prêmio de Jyväskylä. O rali é disputado em Jyväskylä, localizado na zona central da Finlândia.
É o maior evento anual organizado nos países nórdicos, atraindo todos os anos mais de meio milhão de espectadores.

## História
O rali é disputado desde 1951, primeiro como competição nacional e depois da entrada no calendário do WRC em 1973. É conhecido como "Gravel Grand Prix", pois é o rali em que se atinge maiores velocidades. A especial mais famosa é Ouninpohja, com os seus espectaculares saltos. Contudo, Ouninpohja foi dividido em duas partes em 2005, quando Petter Solberg excedeu a velocidade média estabelecido pela FIA, cerca de 130 km/h em 2004. Essa regra mudou para 2007, Ouninpohja volta a não ter limite de velocidade.
O rali é conhecido por ser muito difícil para os pilotos não nórdicos. Apenas sete pilotos não finlandeses ou suecos triunfaram na prova.
Foi escolhido pelas equipas do WRC como rali do ano em 1998, 2002, 2003 e 2004.

## Vencedores desde 1951

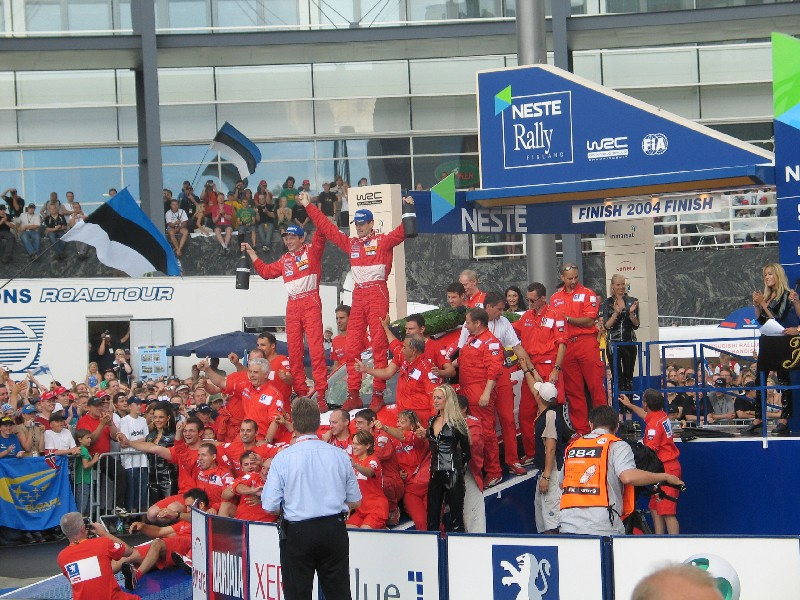
Marcus Grönholm e Peugeot Sport celebram vitória em 2004

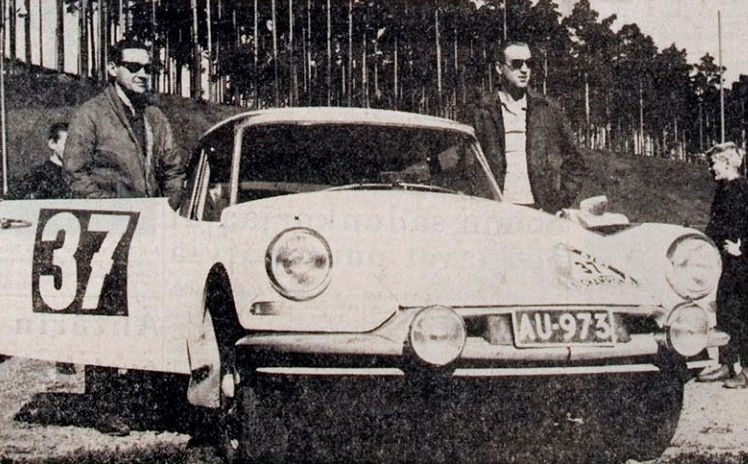
Pauli Toivonen, e o seu Citroën DS 19, vencedor em 1962

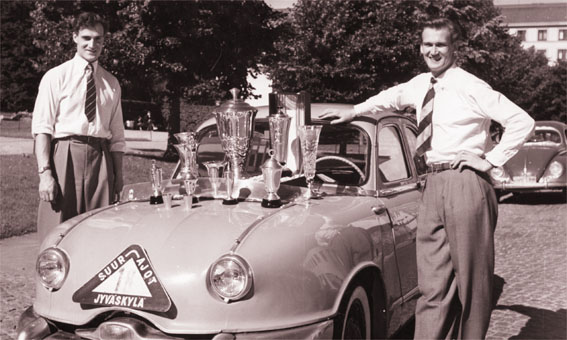
Irmãos Kalpala brothers com os seus troféus de 1954

| Ano  | Piloto                                 | Navegador                              | Carro                                  | Relatório                              |
| ---- | -------------------------------------- | -------------------------------------- | -------------------------------------- | -------------------------------------- |
| 1951 | Arvo Karlsson                          | Vilho Mattila                          | Austin Atlantic                        |                                        |
| 1952 | Eino Elo                               | Kai Nuortila                           | Peugeot 203                            |                                        |
| 1953 | Vilho Hietanen                         | Olof Hixén                             | Allard                                 |                                        |
| 1954 | Osmo Kalpala                           | Eino Kalpala                           | Panhard Dyna Z                         |                                        |
| 1955 | Eino Elo                               | Kai Nuortila                           | Peugeot 403                            |                                        |
| 1956 | Osmo Kalpala                           | Eino Kalpala                           | DKW F93                                |                                        |
| 1957 | Erik Carlsson                          | Mario Pavoni                           | Saab 93                                |                                        |
| 1958 | Osmo Kalpala                           | Eino Kalpala                           | Alfa Romeo Giulietta TI                |                                        |
| 1959 | Gunnar Callbo                          | Väinö Nurmimaa                         | Volvo PV 544                           |                                        |
| 1960 | Carl-Otto Bremer                       | Juhani Lampi                           | Saab 96                                |                                        |
| 1961 | Rauno Aaltonen                         | Väinö Nurmimaa                         | Mercedes-Benz 220 SE                   |                                        |
| 1962 | Pauli Toivonen                         | Jaakko Kallio                          | Citroën DS19                           |                                        |
| 1963 | Simo Lampinen                          | Jyrki Ahava                            | Saab 96 Sport                          |                                        |
| 1964 | Simo Lampinen                          | Jyrki Ahava                            | Saab 96 Sport                          |                                        |
| 1965 | Timo Mäkinen                           | Pekka Keskitalo                        | Mini Cooper S                          |                                        |
| 1966 | Timo Mäkinen                           | Pekka Keskitalo                        | Mini Cooper S                          |                                        |
| 1967 | Timo Mäkinen                           | Pekka Keskitalo                        | Mini Cooper S                          |                                        |
| 1968 | Hannu Mikkola                          | Anssi Järvi                            | Ford Escort TC                         |                                        |
| 1969 | Hannu Mikkola                          | Anssi Järvi                            | Ford Escort TC                         |                                        |
| 1970 | Hannu Mikkola                          | Gunnar Palm                            | Ford Escort TC                         |                                        |
| 1971 | Stig Blomqvist                         | Arne Hertz                             | Saab 96 V4                             |                                        |
| 1972 | Simo Lampinen                          | Klaus Sohlberg                         | Saab 96 V4                             |                                        |
| 1973 | Timo Mäkinen                           | Henry Liddon                           | Ford Escort RS1600                     |                                        |
| 1974 | Hannu Mikkola                          | John Davenport                         | Ford Escort RS1600                     |                                        |
| 1975 | Hannu Mikkola                          | Atso Aho                               | Toyota Corolla                         |                                        |
| 1976 | Markku Alén                            | Ilkka Kivimäki                         | Fiat 131 Abarth                        |                                        |
| 1977 | Kyösti Hämäläinen                      | Martti Tiukkanen                       | Ford Escort RS1800                     |                                        |
| 1978 | Markku Alén                            | Ilkka Kivimäki                         | Fiat 131 Abarth                        |                                        |
| 1979 | Markku Alén                            | Ilkka Kivimäki                         | Fiat 131 Abarth                        |                                        |
| 1980 | Markku Alén                            | Ilkka Kivimäki                         | Fiat 131 Abarth                        |                                        |
| 1981 | Ari Vatanen                            | David Richards                         | Ford Escort RS1800                     |                                        |
| 1982 | Hannu Mikkola                          | Arne Hertz                             | Audi Quattro                           |                                        |
| 1983 | Hannu Mikkola                          | Arne Hertz                             | Audi Quattro A2                        |                                        |
| 1984 | Ari Vatanen                            | Terry Harryman                         | Peugeot 205 Turbo 16                   |                                        |
| 1985 | Timo Salonen                           | Seppo Harjanne                         | Peugeot 205 Turbo 16 E2                |                                        |
| 1986 | Timo Salonen                           | Seppo Harjanne                         | Peugeot 205 Turbo 16 E2                |                                        |
| 1987 | Markku Alén                            | Ilkka Kivimäki                         | Lancia Delta HF 4WD                    |                                        |
| 1988 | Markku Alén                            | Ilkka Kivimäki                         | Lancia Delta Integrale                 |                                        |
| 1989 | Mikael Ericsson                        | Claes Billstam                         | Mitsubishi Galant VR-4                 |                                        |
| 1990 | Carlos Sainz                           | Luis Moya                              | Toyota Celica GT-Four ST165            |                                        |
| 1991 | Juha Kankkunen                         | Juha Piironen                          | Lancia Delta Integrale 16V             |                                        |
| 1992 | Didier Auriol                          | Bernard Occelli                        | Lancia Delta HF Integrale              |                                        |
| 1993 | Juha Kankkunen                         | Denis Giraudet                         | Toyota Celica Turbo 4WD                |                                        |
| 1994 | Tommi Mäkinen                          | Seppo Harjanne                         | Ford Escort RS Cosworth                |                                        |
| 1995 | Tommi Mäkinen                          | Seppo Harjanne                         | Mitsubishi Lancer Evolution III        |                                        |
| 1996 | Tommi Mäkinen                          | Seppo Harjanne                         | Mitsubishi Lancer Evolution III        |                                        |
| 1997 | Tommi Mäkinen                          | Seppo Harjanne                         | Mitsubishi Lancer Evolution IV         |                                        |
| 1998 | Tommi Mäkinen                          | Risto Mannisenmäki                     | Mitsubishi Lancer Evolution V          |                                        |
| 1999 | Juha Kankkunen                         | Juha Repo                              | Subaru Impreza WRC 99                  |                                        |
| 2000 | Marcus Grönholm                        | Timo Rautiainen                        | Peugeot 206 WRC                        |                                        |
| 2001 | Marcus Grönholm                        | Timo Rautiainen                        | Peugeot 206 WRC                        |                                        |
| 2002 | Marcus Grönholm                        | Timo Rautiainen                        | Peugeot 206 WRC                        | detalhes                               |
| 2003 | Markko Märtin                          | Michael Park                           | Ford Focus RS WRC 03                   | detalhes                               |
| 2004 | Marcus Grönholm                        | Timo Rautiainen                        | Peugeot 307 WRC                        |                                        |
| 2005 | Marcus Grönholm                        | Timo Rautiainen                        | Peugeot 307 WRC                        | detalhes                               |
| 2006 | Marcus Grönholm                        | Timo Rautiainen                        | Ford Focus RS WRC 06                   |                                        |
| 2007 | Marcus Grönholm                        | Timo Rautiainen                        | Ford Focus RS WRC 07                   |                                        |
| 2008 | Sébastien Loeb                         | Daniel Elena                           | Citroën C4 WRC                         |                                        |
| 2009 | Mikko Hirvonen                         | Jarmo Lehtinen                         | Ford Focus RS WRC 09                   |                                        |
| 2010 | Jari-Matti Latvala                     | Miikka Anttila                         | Ford Focus RS WRC 09                   |                                        |
| 2011 | Sébastien Loeb                         | Daniel Elena                           | Citroën DS3 WRC                        |                                        |
| 2012 | Sébastien Loeb                         | Daniel Elena                           | Citroën DS3 WRC                        |                                        |
| 2013 | Sébastien Ogier                        | Julien Ingrassia                       | Volkswagen Polo R WRC                  |                                        |
| 2014 | Jari-Matti Latvala                     | Miikka Anttila                         | Volkswagen Polo R WRC                  |                                        |
| 2015 | Jari-Matti Latvala                     | Miikka Anttila                         | Volkswagen Polo R WRC                  |                                        |
| 2016 | Kris Meeke                             | Paul Nagle                             | Citroën DS3 WRC                        |                                        |
| 2017 | Esapekka Lappi                         | Janne Ferm                             | Toyota Yaris WRC                       |                                        |
| 2018 | Ott Tänak                              | Martin Järveoja                        | Toyota Yaris WRC                       |                                        |
| 2019 | Ott Tänak                              | Martin Järveoja                        | Toyota Yaris WRC                       |                                        |
| 2020 | Cancelado devido à Pademia de COVID-19 | Cancelado devido à Pademia de COVID-19 | Cancelado devido à Pademia de COVID-19 | Cancelado devido à Pademia de COVID-19 |
| 2021 | Elfyn Evans                            | Scott Martin                           | Toyota Yaris WRC                       |                                        |
| 2022 | Ott Tänak                              | Martin Järveoja                        | Hyundai i20 N Rally1                   |                                        |
| 2023 | Elfyn Evans                            | [Scott Martin                          | Toyota GR Yaris Rally1                 |                                        |
| 2024 | Sébastien Ogier                        | Vincent Landais                        | Toyota Yaris WRC                       |                                        |

### Vencedores Múltiplos
| Vitórias | Piloto             | Anos                            |
| -------- | ------------------ | ------------------------------- |
| 7        | Hannu Mikkola      | 1968–1970, 1974–1975, 1982–1983 |
| 7        | Marcus Grönholm    | 2000–2002, 2004–2007            |
| 6        | Markku Alén        | 1976, 1978–1980, 1987–1988      |
| 5        | Tommi Mäkinen      | 1994–1998                       |
| 4        | Timo Mäkinen       | 1965–1967, 1973                 |
| 3        | Osmo Kalpala       | 1954, 1956, 1958                |
| 3        | Simo Lampinen      | 1963–1964, 1972                 |
| 3        | Juha Kankkunen     | 1991, 1993, 1999                |
| 3        | Sébastien Loeb     | 2008, 2011–2012                 |
| 3        | Jari-Matti Latvala | 2010, 2014–2015                 |
| 3        | Ott Tänak          | 2018–2019, 2022                 |
| 2        | Eino Elo           | 1952, 1955                      |
| 2        | Ari Vatanen        | 1981, 1984                      |
| 2        | Timo Salonen       | 1985–1986                       |
| 2        | Elfyn Evans        | 2021, 2023                      |
| 2        | Sébastien Ogier    | 2013, 2024                      |

| Vitórias | Construtores |
| -------- | ------------ |
| 13       | Ford         |
| 10       | Peugeot      |
| 9        | Toyota       |
| 6        | Saab         |
| 5        | Citroën      |
| 5        | Mitsubishi   |
| 4        | Fiat         |
| 4        | Lancia       |
| 3        | Volkswagen   |
| 3        | Mini         |
| 2        | Audi         |